# Марі Хурі
Марі Хурі (4 травня 2001) — ліванська плавчиня. Учасниця Чемпіонату світу з водних видів спорту 2019, де змагалася на дистанціях 50 метрів вільним стилем і 50 метрів на спині. Учасниця Чемпіонату світу з водних видів спорту 2022, де змагалася на дистанціях 50 метрів вільним стилем і 50 метрів на спині.